# DB-Baureihe 605
Die Triebzüge der Baureihe 605 (auch: ICE TD, VT 605, anfangs auch ICT-VT) sind vierteilige dieselelektrische Neigetechniktriebzüge der Deutschen Bahn AG für den Personenverkehr auf Fernstrecken. Die ICE TD (TD = „Triebzug“-Diesel oder TD = „tilting“-Diesel) sind die schnellsten Dieseltriebzüge in Deutschland. Auf Testfahrten erreichte eine Einheit am 13. Januar 2000 mit 222 km/h einen neuen deutschen Rekord für Dieseltriebzüge.
Die 1996 bestellten 20 Triebzüge wurden ab 2001 im Planbetrieb eingesetzt, doch bereits 2003 aufgrund technischer Probleme aus dem Verkehr gezogen. Sie waren jahrelang abgestellt und wurden ab 2006 erneut für Fahrten mit Reisenden eingesetzt. Von 2007 an kam der Großteil der Züge im Fernverkehr zwischen Hamburg und Dänemark zum Einsatz. Der Einsatz der Züge auf dieser Verbindung wurde im Dezember 2016 bis auf ein Zugpaar reduziert und zum 2. Oktober 2017 endgültig eingestellt.
Ende 2016 waren noch vier Triebzüge einsatzbereit. 15 standen zum Verkauf, ohne passenden Käufer. Ein Einsatz der Züge über 2017 hinaus sei laut Angaben der Deutschen Bahn nicht wirtschaftlich.
Zwei Triebzüge wurden 2018 von der DB Systemtechnik übernommen und sollten als Versuchsträger wieder in Betrieb genommen werden. Seit November/Dezember 2018 ist der erste Triebzug als Advanced TrainLab unterwegs, der zweite Triebzug folgte im August 2021.

## Geschichte

### Fahrzeugkonzeption
Mit einer ICE-Variante mit Neigetechnik und dieselelektrischem Antrieb sollten die Reisezeiten auf bogenreichen, nicht elektrifizierten Strecken verkürzt werden und dabei den Reisenden ein hohes Maß an Komfort angeboten werden.
Vorgesehene Einsatzgebiete der Triebzüge waren die topografisch schwierige Sachsen-Franken-Magistrale von Dresden nach Nürnberg und die Strecke München–Zürich. Erstmals seit mehreren Jahrzehnten sollten damit wieder Dieseltriebzüge im schnellen Fernverkehr zum Einsatz kommen, denn die Triebzüge der Baureihe 605 sind die ersten seit den 1950er (DB-Baureihen VT 08 und VT 11.5) bzw. 1960er (DR-Baureihe VT 18.16) Jahren beschafften Dieseltriebzüge für den Personenfernverkehr in Deutschland.
Um das Fahrgastpotential im Fernverkehr auf einigen nicht elektrifizierten Strecken zu nutzen, fragte die Deutsche Bahn im November 1994 informell Möglichkeiten für einen vierteiligen Dieseltriebzug mit Neigetechnik und Fernverkehrsausstattung an. Im Februar 1995 folgte eine entsprechende Ausschreibung. Im Sommer 1995 wurde das Lastenheft überarbeitet, insbesondere um Design und Ausstattung an die ICE T und ICE 3 anzupassen. Ende Oktober 1995 erhielt die DB AG entsprechend überarbeitete Angebote. Die funktionale Leistungsausschreibung hatte unter anderem eine Höchstgeschwindigkeit von 200 km/h, 195 Sitzplätze und eine maximale Radsatzlast von 14,5 t vorgesehen.

### Bestellung
Die Deutsche Bahn schloss Anfang Juli 1996 eine Absichtserklärung mit dem Konsortium ICT-VT über die Beschaffung von 20 Einheiten der Baureihe 605 ab. Der Auftrag im Umfang von 280 Millionen D-Mark wurde an das ICT-VT-Konsortium bestehend aus der Siemens AG als Federführer, ihrer Tochter Duewag AG und der Deutsche Waggonbau AG, vergeben. Spätere Anpassungen, beispielsweise eine vollwertige Galley statt der ursprünglich vorgesehenen kleinen Bistroküche, wurden als Bauartänderungen später nachbestellt. Auch die Ausrüstung aller Züge für die Schweiz (Zugbeeinflussung, Zugfunk, Zugsignale) wurde später nachbestellt.
Technik, Aufbau und Design der vierteiligen Dieseltriebzüge wurden in weiten Teilen aus den bereits 1994 in Auftrag gegebenen ICE T abgeleitet. Wesentliche Änderungen waren zur Unterbringung der dieselelektrischen Antriebsanlagen und ihrer Hilfseinrichtungen notwendig. Eine wesentliche Rolle spielten die schalltechnischen Vorgaben: im Innenraum sollte der Schalldruckpegel bei 200 km/h 70 dB(A), in der Umgebung 84 dB(A) nicht überschreiten. Die Züge sollten ab Herbst 1999 zum Einsatz kommen.
Seitens der DB AG wurde die Entwicklung des Zuges durch das DB Forschungs- und Technologiezentrum München koordiniert.

#### Variante für Australien
Siemens hatte eine 200 km/h schnelle dieselelektrische Variante des ICT Ende der 1990er Jahre für eine geplante, jedoch nicht verwirklichte Hochgeschwindigkeitsstrecke zwischen Sydney und Canberra angeboten. Das Unternehmen unterlag dem von Alstom geführten Speedrail-Konsortium, das 320 km/h schnelle TGV-Züge angeboten hatte.

### Bau
Die Wagenkästen der Endwagen entstanden bei Alstom Ferroviaria (ehemals Fiat Ferroviaria), der Endausbau erfolgte bei Bombardier in Ammendorf. Siemens-Duewag baute in Krefeld die Mittelwagen des Zuges. Die Abnahme und Übergabe an die Deutsche Bahn erfolgte im Prüfcenter Wegberg-Wildenrath.
Im Widerspruch zum ursprünglichen Konsortialvertrag erhielten die Züge eine neu entwickelte elektrische Neigetechnik von Siemens. Nachdem die Fertigung der Wagenkästen der Endwagen aufgrund von Verzögerungen beim Bau der Baureihe 612 nicht am Standort Bautzen hatte erfolgen können, wurden die Wagenkästen am Alstom-Standort in Savigliano gefertigt und auf der Straße zum Innenausbau nach Ammendorf gebracht.

### Inbetriebnahme
Am 29. August 1998 wurde der erste fertiggestellte Endwagen zum Forschungs- und Technologiezentrum München-Freimann überführt. Auf dem dortigen Rollenprüfstand waren dreiwöchige Fahrversuche vorgesehen, bevor der Wagen zur Komplettierung nach Halle-Ammendorf überführt werden sollte.
Im Februar 1999 traf der erste, noch als ICT-VT bezeichnete, Triebzug im Prüfzentrum Wegberg-Wildenrath ein. Zu diesem Zeitpunkt war geplant, den kommerziellen Betrieb mit den Zügen im Laufe des Fahrplanjahres 1999/2000 auf der Sachsen-Franken-Magistrale sowie zwischen München und Lindau aufzunehmen. Am 21. April 1999 absolvierte der Triebzug 5501 im Prüfcenter erste Probefahrten. Im Mai 1999 fanden erste Schulungsfahrten für Triebfahrzeugführer statt.
Am 18. August 1999 wurde auf der Bahnstrecke Hamm–Minden, zwischen Rheda und Oelde, erstmals eine Geschwindigkeit von 200 km/h erreicht. Vom 22. November bis 3. Dezember 1999 fanden auf der Schnellfahrstrecke Hannover–Würzburg Messfahrten mit 200 km/h statt. Bei einer lauftechnischen Zulassungsfahrt stellte die Einheit 5502 am Morgen des 13. Januar 2000 zwischen Göttingen und Hannover mit 222 km/h einen neuen deutschen Geschwindigkeitsrekord für Brennkraftschienenfahrzeuge auf. Der Zug übertraf damit den im April 1975 durch einen Triebwagenzug der Reihe 602 zwischen Celle und Uelzen aufgestellten Rekord von 217 km/h. Vor Ostern 2000 folgten Akustikmessfahrten zwischen Augsburg und Donauwörth. Vom 10. bis 12. Mai 2000 war erstmals ein ICE TD zu Probefahrten in der Schweiz.
Am 9. Februar 2000 kündigte das Herstellerkonsortium Verzögerungen bei der Inbetriebnahme wegen Kapazitätsengpässen an. Die für den 5. November 2000 vorgesehene Einführung der Züge auf der Sachsen-Franken-Magistrale wurde auf Herbst 2001 verschoben; der Interregio-Betrieb auf der Achse sollte entsprechend verlängert werden. Die für Herbst 2000 geplante Inbetriebnahme zwischen München, Lindau und Zürich wurde ebenfalls auf einen späteren Termin verschoben. Zwei Monate später wurden weitere Verzögerungen absehbar, da sich die Bremsanlage als unterdimensioniert herausgestellt hatte und die DB eine entsprechende Konstruktionsänderung einforderte.
Wegen Kapazitätsproblemen in Wegberg-Wildenrath wurde die Inbetriebsetzung einzelner Züge im Frühjahr 2000 zeitweise auf eine angemietete Anlage in Hückelhoven-Ratheim verlagert.
Am 22. April 2000 wurde der Zug in Hof präsentiert und bekannt gegeben, dass die ICE-TD-Züge dort unterhalten werden würden. Offiziell präsentiert wurde die neue Baureihe im September 2000 auf der InnoTrans. Im Herbst 2000 fehlte noch allen Fahrzeugen die Zulassung zur Personenbeförderung. Ende 2000 fehlte für die Hälfte der 20 Züge noch die Zulassung durch das Eisenbahn-Bundesamt. Bis Anfang 2001 waren alle 20 Triebzüge fertiggestellt.
Im April 2001 absolvierte ein ICE TD in der Schweiz Zulassungsfahrten.
Am 4. Mai 2001 wurde ein ICE TD, neben drei anderen neu in Bayern eingesetzten Fahrzeugen, am Hauptbahnhof München unter dem Motto „Vier starke Stücke für Bayern“ präsentiert.
Alle ICE-TD-Züge waren von April 2001 bis Februar 2007 beim ICE-Werk München Hbf beheimatet. Im Februar 2007 wurden sie, im Hinblick auf den Dänemark-Verkehr, zum ICE-Werk Hamburg umbeheimatet.

### Betrieb
Ende April 2001 standen alle 20 Triebzüge betriebsfähig zur Verfügung, waren aber noch nicht vollständig abgenommen worden. Ab 23. April 2001 wurden zwei IR-Zugpaare zwischen Nürnberg und Dresden sowie zwischen Dresden und Zwickau mit ICE TD bedient.
Zum Fahrplanwechsel am 10. Juni 2001 wurden die Züge offiziell auf der damals neu geschaffenen ICE-Linie 17 in Betrieb genommen. Die als ICE 1568 verkehrende Einheit wurde auf den Namen Richard Hartmann getauft. Ab diesem Tag wurde ein Zweistundentakt zwischen Dresden und Nürnberg angeboten. Die Züge ersetzten die zuvor auf diesem Abschnitt verkehrenden Züge der Interregio-Linie 27. Die planmäßige Fahrzeit zwischen Nürnberg und Dresden verkürzte sich um bis zu 80 Minuten. Zwischen München und Zürich wurde zunächst ein Zugpaar täglich mit ICE TD bedient. Nachdem der Ausbau für bogenschnelles Fahren auf der Allgäu-Strecke nicht absehbar gewesen war, diente ihr Einsatz zuvorderst der Komfortsteigerung, weniger der Fahrzeitverkürzung.
Von Anfang an gab es beim Einsatz auf der Sachsen-Franken-Magistrale Schwierigkeiten. So wurde die Zulassung des Eisenbahn-Bundesamtes zum bogenschnellen Fahren für die Strecke Nürnberg–Dresden erst am Tag vor dem offiziellen Fahrplanwechsel im Juni 2001 erteilt. Im Betrieb erwiesen sich die Bremsen erneut als unterdimensioniert, obwohl die DB bereits 2000 eine Konstruktionsänderung verlangt hatte. In der ersten Betriebswoche kam es zu Verspätungen von durchschnittlich 15 Minuten je Zugfahrt, nachdem sich die Neigetechniksteuerung als überempfindlich erwiesen hatte. Denn kleinere Störungen wurden als Ausfall des Neigesystems gewertet und erforderten einen Neustart der Bordsysteme. Bei den Probefahrten waren diese Probleme zuvor nicht aufgetreten.
Am 27. September 2001 stürzte der Wagen 605 009 im Bahnbetriebswerk Hof infolge eines Defekts an einer Hubbockanlage von einer Hebebühne. Der benachbarte Mittelwagen 605 109 wurde leicht beschädigt. Der schwer beschädigte Endwagen wurde 2002 ins Bombardier-Werk Ammendorf gebracht und zur Erarbeitung eines Reparaturangebots bis auf den Rohbau zerlegt. Nachdem es nicht zu einer Wiederaufarbeitung gekommen war, wurden beide Fahrzeuge zum 31. Dezember 2002 ausgemustert und die Überreste als Ersatzteile im Werk Chemnitz eingelagert. Die unbeschädigt gebliebenen Wagen 605 209 und 509 wurden im Frühjahr 2004 auf Straßen-Tiefladern nach Chemnitz transportiert. Im Juli 2011 wurde der Zug ebenfalls über die Straße mittels Schwertransport von Chemnitz nach Hagen transportiert und dort eingelagert.
Die durch die Hochwasserkatastrophe im August 2002 verursachten Schäden im nördlichen Teil der Franken-Sachsen-Magistrale zwangen zu einer Beschränkung der ICE-Linie 17 auf den Abschnitt Nürnberg–Chemnitz.
Am 2. Dezember 2002 gegen 1:22 Uhr bemerkte der Fahrdienstleiter des Bahnhofs Gutenfürst Funkenbildung am ICE 1799. Nachdem der Zug angehalten worden war, stellte sich heraus, dass der dritte Wagen des Zuges (605 203) mit einem Drehgestell bei einer Geschwindigkeit von rund 120 km/h entgleist war. Als Ursache wurde ein Dauerbruch einer Radsatzwelle am Ansatz der Radscheibe erkannt. Als Sofortmaßnahme ordnete die Deutsche Bahn in Abstimmung mit dem EBA die Abschaltung der Neigetechnik und eine Ultraschallprüfung aller Radsatzwellen für alle ICE-TD-Züge an. Nachdem die Untersuchungen mehrere Grenzwertüberschreitungen ergeben hatten, durften ab dem 6. Dezember nur noch Fahrzeuge mit nachgewiesen rissfreien Radsätzen im Fahrgastverkehr eingesetzt werden. Infolgedessen wurden die ICE-TD-Triebzüge kurzfristig durch lokbespannte Garnituren ersetzt; zwischen Nürnberg und Chemnitz kam es durch die fehlende Neigetechnik zu Verspätungen von bis zu 20 Minuten. Nach wenigen Tagen wurde der Betrieb mit deaktivierter Neigetechnik wieder freigegeben und die ICE TD kamen wieder zwischen Nürnberg und Dresden sowie München und Zürich zum Einsatz.
Nach Ansicht externer Fachleute seien schwerwiegende Dimensionierungsfehler ursächlich für den Dauerbruch gewesen.
Weil die Ursache für den Achsbruch im Frühjahr 2003 noch nicht gefunden war und die Züge weiterhin ohne Neigetechnik verkehrten, wurde zum 27. April 2003 ein Übergangsfahrplan in Kraft gesetzt. Mit um rund 35 Minuten verlegten Abfahrts- und Ankunftszeiten in Chemnitz sollten Anschlüsse in Hof und Nürnberg gehalten werden; die Fahrzeit zwischen Nürnberg und Chemnitz verlängerte sich damit von 194 auf 230 Minuten. Zwei Zugpaare fielen ersatzlos aus; mit einer Ausnahme (ICE 1666) verkehrten darüber hinaus alle Züge über Marktredwitz anstatt über Bayreuth. Damit waren kürzere Fahrzeiten möglich.

### Abstellung
Am 24. Juli 2003 entzog das Eisenbahn-Bundesamt den Zügen mit sofortiger Wirkung die Betriebszulassung. Die Behörde stützte sich dabei auf ein Gutachten eines Fraunhofer-Instituts.
Nach einem positiv verlaufenen Schwingungsversuch und nachdem das Radprofil der Züge stärker ausgerundet worden war, wurde die Betriebszulassung zum 15. August wieder erteilt. Auf der Sachsen-Franken-Magistrale sollten die Züge dabei erst nach Wiederinbetriebnahme der Neigetechnik zum Einsatz kommen. Die notwendigen Umbaumaßnahmen an den Radsatzwellen der Züge wurden am 30. Oktober 2003 abgeschlossen. Zwischen Mitte August 2003 und 13. Dezember gleichen Jahres verkehrte noch ein Zugpaar mit ICE-TD zwischen München und Zürich – aufgrund fehlender Streckenausrüstung war dort ohnehin kein bogenschnelles Fahren möglich.
Nachdem die Züge mit Radsätzen mit ausgerundeten Kehlen ausgestattet worden waren, lagen die technischen Voraussetzungen für den Einsatz mit Neigetechnik vor. Das Eisenbahn-Bundesamt stimmte dem bogenschnellen Einsatz am 12. November 2003 zu. Dennoch wurden die Züge zum Fahrplanwechsel im Dezember 2003 abgestellt. Als Grund dafür wurde mangelnde Wirtschaftlichkeit vermutet.
Für den Verkehr auf der Franken-Sachsen-Magistrale kaufte DB Fernverkehr von der Schwestergesellschaft 17 Züge aus der letzten Bauserie der Reihe 612. Sie erhielten anschließend den Anstrich von DB Fernverkehr. Während eines Streiks von ÖBB-Personal im November 2003 wurden mehrere ICE-TD-Einheiten zwischen St. Margrethen und Lindau eingesetzt. Nach der Abstellung der Züge zum Fahrplanwechsel im Dezember 2003 unternahmen die Züge regelmäßig Fahrten ohne Fahrgäste, um Stillstandsschäden zu vermeiden. Die Fahrzeuge waren im Frühjahr 2004 in Hagen (sechs Triebzüge), München (vier Triebzüge), Delitzsch (sechs Triebzüge) und Nürnberg (fünf Triebzüge) abgestellt. Die neben dem Kapitaldienst anfallenden Kosten für Pflege und Hinterstellung wurden auf etwa 80 000 Euro pro Monat beziffert. Ab Frühjahr 2005 standen 14 Züge in Hagen und fünf in München. Die in München abgestellten Züge (5506, 5510, 5516, 5517, 5520) wurden größtenteils betriebsfähig gehalten und gelegentlich für Präsentations- und Schulungsfahrten genutzt. Der Triebzug 5510 kam dabei für mehrwöchige Inbetriebnahmefahrten auf der Schnellfahrstrecke Nürnberg–Ingolstadt zum Einsatz.
Die DB AG unternahm in der Folge mehrere Versuche, die Züge ins Ausland zu verkaufen.
2003 war die Gründung eines Joint Ventures mit der Staatsbahn Irans im Gespräch, um die Züge dort zum Einsatz zu bringen. Verhandlungen über einen Verkauf der Züge in den Iran scheiterten, nach Angaben der Deutschen Bahn, an zu hohen Kosten für die notwendige Umrüstung für das iranische Streckennetz.
Ab Ende 2004 überlegten die ÖBB, die Züge im nationalen und internationalen Fernverkehr zu nutzen. Im grenzüberschreitenden Verkehr war insbesondere ein Einsatz in die Slowakei (Trnava) und Kroatien (Zagreb, Split) angedacht. Zur Demonstration und Erprobung wurde am 8. Dezember 2004 der Triebzug 5517 von München nach Wien überführt. Eine Präsentationsfahrt am 16. Dezember 2004 führte ihn bis Bruck an der Leitha. Anfang 2005 wurde überlegt, die Züge ab Dezember 2005 in Dreifachtraktion an Stelle der bisherigen Eurocity-Züge zwischen Wien, Budapest und München einzusetzen. Die Pläne scheiterten im Frühjahr 2005 an den von der DB verlangten Unterhaltspreisen. Laut einem Medienbericht hätten sich diese auf nicht plausible Zahlen gestützt; unter anderem seien Kosten für Stromabnehmer-Wechsel angesetzt worden, obwohl der ICE-TD keine Stromabnehmer hat.

### Reaktivierung
Ende 2005 berichtete der Hessische Rundfunk, die Triebzüge sollten zur Fußball-WM 2006 reaktiviert werden, um mehrere Nationalmannschaften zu transportieren. Ferner seien Einsätze in Norddeutschland und im Verkehr nach Dänemark angedacht.
In Vorbereitung auf die Fußball-Weltmeisterschaft 2006 wurde ein Teil der ICE-TD-Flotte reaktiviert; als erster Zug wurde der 605 016 ab Anfang 2006 wieder instand gesetzt. In einem ersten Schritt wurden dazu zwei Musterzüge reaktiviert. Ein Fahrzeug war dabei in Hagen in einer Halle abgestellt gewesen, das andere im Freien in München. An den beiden Zügen, die während ihrer dreijährigen Abstellung unterschiedlichen Umweltbedingungen ausgesetzt waren, wurden die notwendigen Maßnahmen zur Wiederinbetriebsetzung der ICE-TD-Flotte untersucht. Im ersten Halbjahr folgten Personalschulungsfahrten an fast allen Stützpunkten von DB Fernverkehr. Bereits im September 2005 waren die Züge 5517 und 5516 zwischen München und Donauwörth zu Probefahrten unterwegs. Am 15. Dezember 2005 erfolgte auf der gleichen Strecke eine Probefahrt von 5510, 5516 und 5517 in Dreifachtraktion.

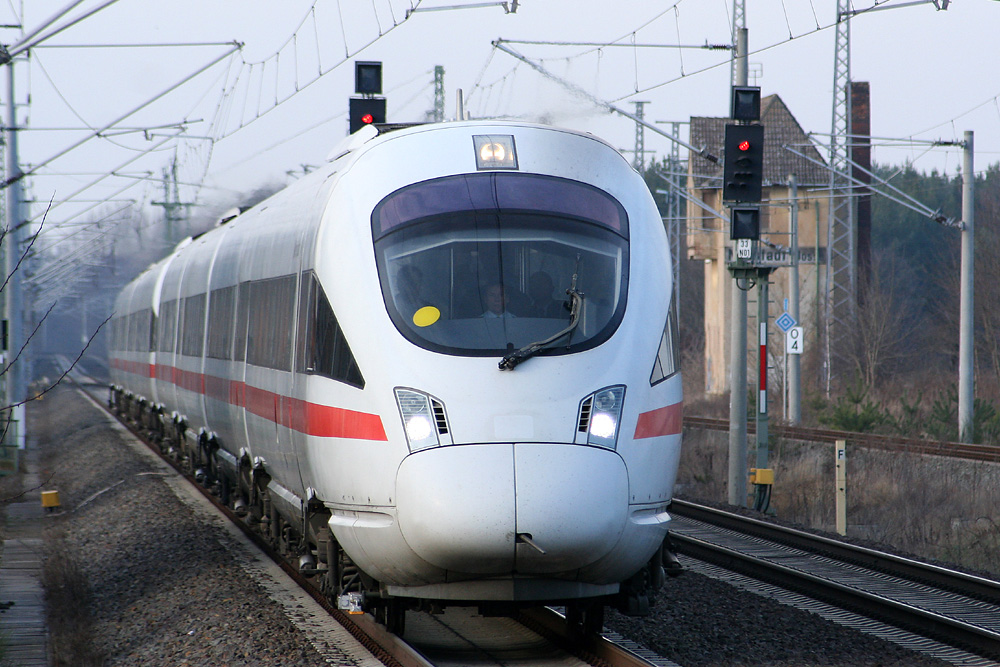
Eine Doppeltraktion ICE-TD in Neustadt (Dosse)

Letztlich wurden 13 Einheiten wiederaufgearbeitet. Dabei mussten insbesondere alle beweglichen Komponenten der Hydraulik der Dieselmotoren ausgetauscht werden, die durch die lange Standzeit Schaden genommen hatten. Auch mussten Starterbatterien gewechselt werden, die während der Standzeit an Kapazität eingebüßt hatten. Kleinere Veränderungen erfolgten unter anderem an der Software zur Steuerung des Kupplungsvorgangs und den Austausch von Piktogrammen durch nachleuchtende Exemplare. Eine neue Software wurde für das Fahrgastinformationssystem und den Verkehr in (erstmals für den Passagierverkehr geplanter) Dreifachtraktion eingespielt. An Ostern 2006 erfolgte erstmals wieder eine Fahrt mit Fahrgästen; bis zu diesem Zeitpunkt waren bereits sieben Züge reaktiviert worden, zwei weitere Züge folgten bis zum Beginn der Fußball-WM am 9. Juni 2006.
Diese ersten Planeinsätze erfolgten dabei auf der Relation Hamburg–Köln. Es wurde fahrplanmäßig die Geschwindigkeit von 200 km/h erreicht. Nie zuvor war ein Planzug mit Dieseltraktion in Deutschland mit einer solch hohen Geschwindigkeit unterwegs.
Während der Fußball-WM 2006 wurde ein Teil der Züge im Charterverkehr für ausländische Fußballfan-Gruppen eingesetzt. Unter anderem beförderten die zunächst neun reaktivierten Züge Fußballfans aus Brasilien und Mexiko. Planmäßig wurden sie freitags und sonntags auf der Relation Hamburg–Köln (über Hannover) eingesetzt.
Im Frühjahr 2009 bot die DB der PKP Intercity an, den Berlin-Warszawa-Express zukünftig mit den neun noch nicht reaktivierten ICE TD zu bedienen. Die PKP lehnten dieses Angebot ab und schlugen ihrerseits vor, die Triebzüge für neue Relationen einzusetzen, beispielsweise zwischen Berlin und Piła. Im gleichen Jahr zog die DSB eine Option zur Umrüstung drei weiterer Züge für den Dänemark-Betrieb zurück.
Anfang Februar 2010 kündigte die Deutsche Bahn an, die übrigen sechs abgestellten Einheiten als Ersatzzüge für andere ICEs in Betrieb zu nehmen. Diese Reaktivierung kam aus Kostengründen nicht zustande.
2011 wurde die Aufarbeitung und Reaktivierung der drei Triebzüge 5508, 5513 und 5515 in Auftrag gegeben, um als Betriebsreserve zu dienen. Da die Neigetechnik im geplanten Betrieb nicht eingesetzt werden sollte und um die Wartung zu vereinfachen, wurden die aktiven Komponenten der Neigetechnik aus den Zügen ausgebaut. Durch diese tiefgreifende Änderung verloren die Züge jedoch die EBA-Zulassung, weshalb die Wagen bis zur Wiederzulassung abgestellt wurden. Weil bis zum Mai 2014 keine solche Zulassung erfolgt war, wurde entschieden, diese Triebzüge wieder mit Neigetechnik zu versehen und umgehend wieder in Dienst zu stellen. Hintergrund war die Tatsache, dass bei den restlichen Triebzügen Hauptuntersuchungen anstanden und die DB dadurch Engpässe im Fahrgastbetrieb befürchtete.
Die übrigen drei abgestellten Einheiten (5501, 5502 und 5512) wurden zum Teil als Ersatzteilspender genutzt; eine Wiederinbetriebnahme galt daher als unwahrscheinlich.
Ein in Hagen abgestellter Triebzug dient seit November 2014 als „stehendes“ Zuglabor. Hier erprobt DB Fernverkehr verschiedene Produktinnovationen, die z. B. keine Zulassung im Betrieb erhalten würden oder die noch nicht die nötige Marktreife besitzen.
Das letzte verbliebene ICE-TD-Zugpaar von Hamburg über Flensburg nach Jütland wurde zum Fahrplanwechsel im Dezember 2015 durch DSB-IC3-Garnituren ersetzt. Die freiwerdenden Züge sollten ab Juni 2016 zunächst auf der Vogelfluglinie zwischen Kopenhagen und Hamburg eingesetzt und dort sukzessive durch IC3 ersetzt werden.
Seit dem 2. Oktober 2017 verkehrten die ICE TD nicht mehr planmäßig im Personenverkehr. Zwei der Triebzüge wurden inzwischen verschrottet (Stand: Dezember 2016). Am 16. Dezember 2016 wurde die zuletzt ausgelieferte Einheit 605 020 von Hamburg-Eidelstedt nach Espenhain zur Verschrottung überführt.
Im Fernverkehrskonzept der Deutschen Bahn für das Jahr 2030 sind die ICE-TD-Züge nicht mehr vorgesehen. Die Außerdienststellung war für das Jahr 2016 vorgesehen und die Revisonsuntersuchungen gingen – bis auf die der aktiven Triebzüge 5517 und 5519 (2016) – bis maximal 2017. Es waren keine weiteren neuen Revisionen geplant.
Im Zuge einer Machbarkeitsstudie ließ die DB untersuchen, die Triebzüge von Lokomotiven der Baureihe 101 oder 120 zu schleppen. Die Überlegungen wurden verworfen.
Zwischenzeitlich wurden jedoch die Triebzüge 5517 (im Oktober 2015) und 5519 (im Januar 2016) trotzdem in Halle (Saale) untersucht und standen für weitere sechs bis acht Jahre revisionstechnisch zur Verfügung.
Die drei verbliebenen Triebzüge wurden zuletzt auf dem Zugpaar ICE 1230/1233 zwischen Hamburg und Kopenhagen eingesetzt. Letztmals im Plandienst wurden ICE-TD am 30. September 2017 eingesetzt.

### Stilllegung und Verschrottung
Nach dessen Sturz von einer Hebebühne in Hof im September 2001 wurde der Triebzug 605 009 nicht mehr aufgearbeitet. Grund sei ein Defekt an der Hebebühne selbst gewesen. Dabei wurde der Endwagen 605 009 stark beschädigt, der dazugehörige Mittelwagen 605 109 dagegen nur leicht.
2002 brachte man den beschädigten 605 009 ins Bombardier-Werk nach Ammendorf. Er wurde bis auf den Rohbau zerlegt, um ein Reparaturangebot erstellen zu können. Doch die Reparatur kam durch deren Ausmaß nicht zustande. So wurden beide Wagen bei Bombardier zum 31. Dezember 2002 ausgemustert. Die übrig gebliebenen Teile wurden als Ersatzteile im Werk Chemnitz eingelagert.
In den 2010er Jahren wurden die Triebzüge 5501, 5502, 5509, 5513 und 5520 zerlegt.
Am 8. November 2017 wurden die ICE-TD mit einer Sonderfahrt für mit den Zügen betraute Mitarbeiter offiziell verabschiedet. Der 605 017 fuhr, mit deutschen und dänischen Flaggen geschmückt, von Hamburg nach Puttgarden und zurück. Unter den Klängen von Time to Say Goodbye fuhr der Zug letztmals aus dem Hamburger Hauptbahnhof aus. Am 11. Januar 2018 fuhr diese Triebzugeinheit schließlich von Hamburg nach Mukran zur Abstellung.
Ein Verkauf von 15 Triebzügen nach Thailand für einen unteren zweistelligen Millionen-Betrag scheiterte. Eine bis Februar 2018 vorliegende Verkaufsoption wurde nicht eingelöst. Am 26. März 2018 wurden zwei Triebzüge mittels Schlepplok nach Halle-Ammendorf überstellt, um dort aufgearbeitet zu werden. Es bestanden Überlegungen, die Triebzüge zwischen Leipzig und Chemnitz einzusetzen, diese Möglichkeit scheiterte jedoch am Preis und an den Platzkapazitäten.
Alle übrigen Triebzüge waren Ende 2018 in Mukran hinterstellt. Für die ICE T nutzbare Teile sollten zuvor ausgebaut und die Überbleibsel ab Dezember 2019 verschrottet werden. Dies betraf die Triebzüge 5503 bis 5507, 5511 bis 5512, 5514 bis 5516 sowie 5518.
Der Triebzug 5504 wurde am 30. Juli 2020 zur Verschrottung nach Leverkusen-Opladen überführt und dort die Zerlegung Ende September 2020 begonnen. Als Nächstes folgte der Triebzug 5506, der Mukran am 10. September 2020 verließ und Ende Oktober 2020 noch nicht verschrottet war. Am 19. Oktober 2020 folgten die Triebzüge 5507 und 5514. Die Triebzüge 5512 und 5515 kamen am 11. Dezember 2020 zur Verschrottung in Opladen an. Im Frühjahr 2021 standen noch sechs Triebzüge in Mukran und warteten auf ihre letzte Fahrt. Am 9. April 2021 wurden die Triebzüge 5511 und 5503 nach Opladen überführt. Der Triebzug 5518 wurde im Oktober in Opladen verschrottet.
Der Triebzug 5505 wurde an MSG Maschinenbau und Service GmbH Ammendorf verkauft, der 5516 wurde dem DB Museum übergeben und steht aktuell abgestellt im nicht öffentlichen Außenbereich des DB Museums Koblenz-Lützel.

### Nutzung als Versuchsträger

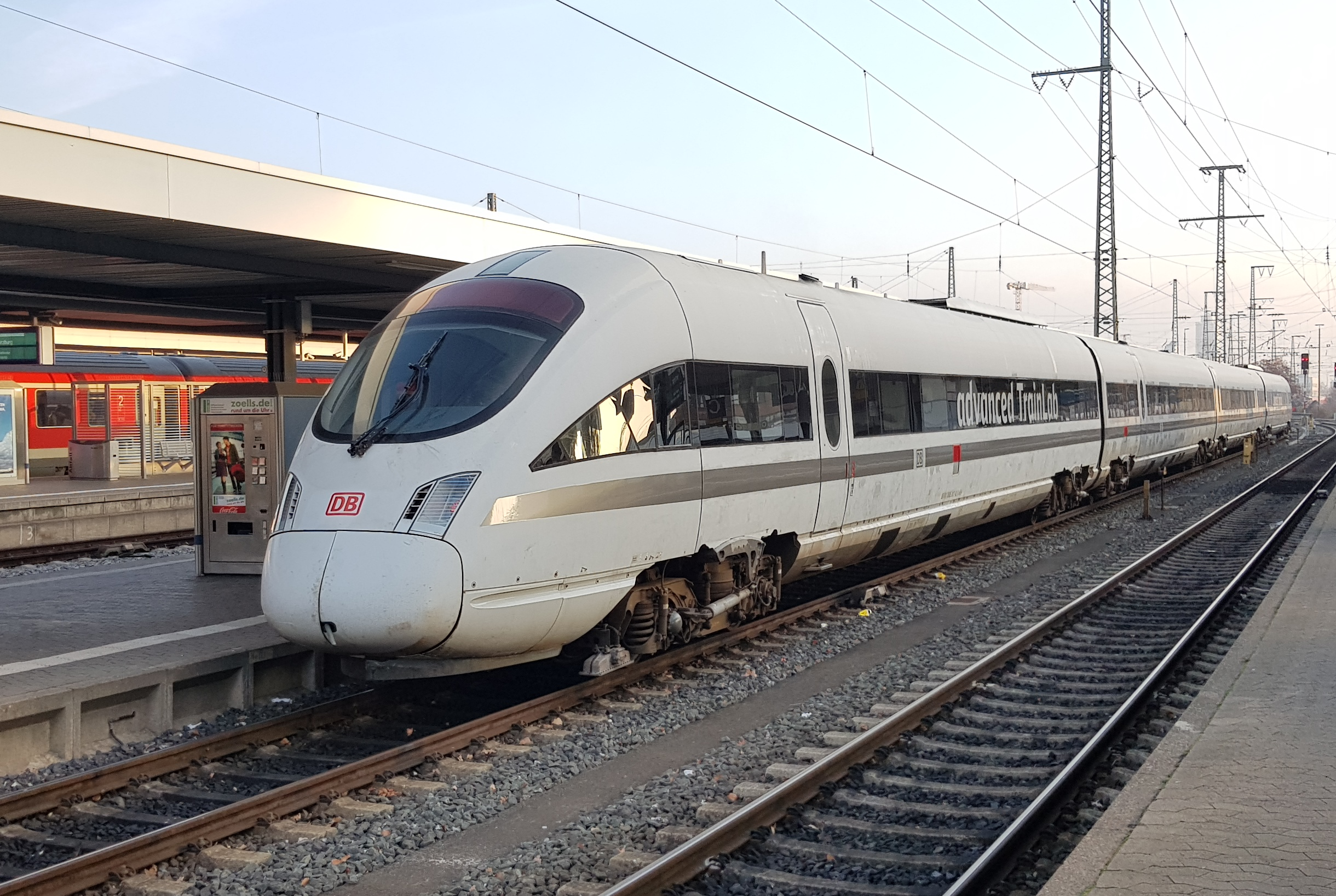
ICE-TD als „Advanced train lab“ in Nürnberg Hauptbahnhof

Die Triebzüge 5517 und 5519 wurden zum 1. September 2018 von der DB Systemtechnik übernommen. Seit November 2018 ist der ehemalige ICE-TD-Triebzug 5517 als „advanced TrainLab“ im Einsatz. Die Einheit dient als Erprobungsträger der Deutschen Bahn AG für gemeinsame technische Weiterentwicklungen mit Industrie- und Forschungspartnern. Vorgesehen war u. a. die Erprobung von automatisiertem Fahrbetrieb (Automatisierungsgrade 2 bis 4), Komponenten (u. a. von ETCS, Infrastruktur-Zustandserfassung, Ortung), die Durchführung von Aerodynamik- und Akustikmessungen sowie Typentests zur Zulassung sowie Untersuchungen im Rahmen des europäischen Forschungsförderprogramms Shift2Rail.

## Einsatz

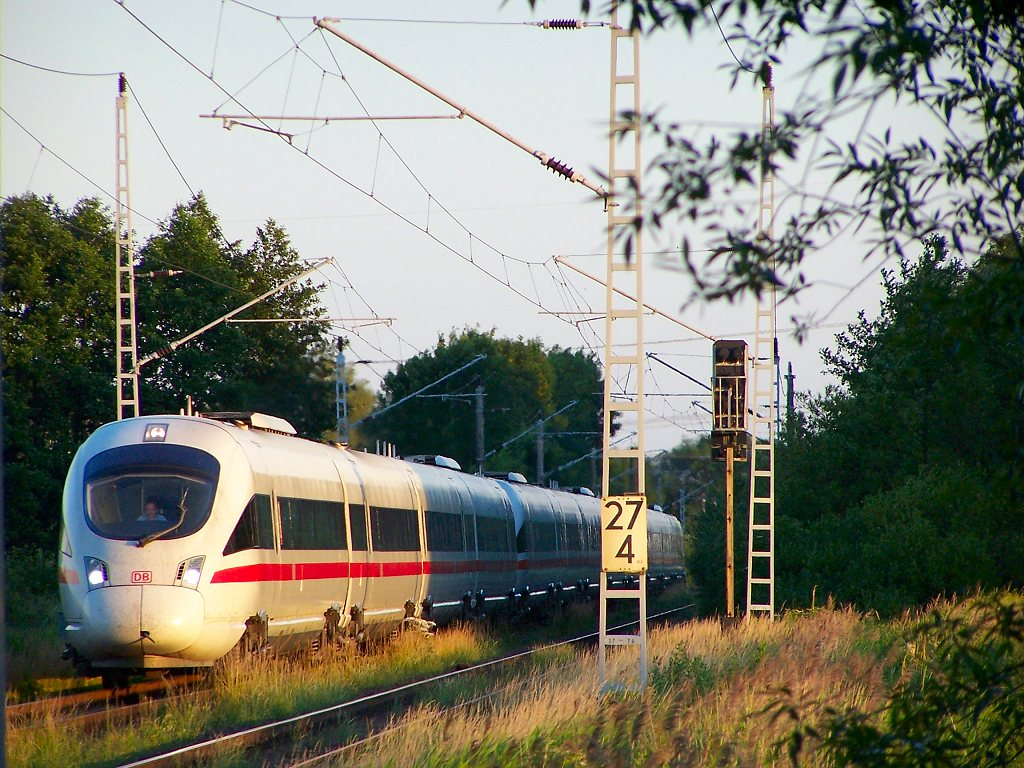
Sonderzug von Berlin nach Warnemünde

Die ICE TD bedienten 2001/2002 und 2002/2003 die Linie Zürich–St. Gallen–Lindau–München. Mit der Abstellung der Einheiten wurde diese Linie, bis zum nächsten Fahrplanwechsel weiterhin als „ICE-Verbindung“ verkehrend, mit EuroCity-Garnituren bedient. 
Ab 13. April 2006 kamen die sieben bis dahin wieder in Betrieb gesetzten Triebzüge als Wochenend-Verstärkerzüge zwischen Köln und Hamburg zum Einsatz. Damit waren die Züge, erstmals seit Dezember 2003, wieder im Fahrgasteinsatz unterwegs. Gleichzeitig war dies der erste kommerzielle Einsatz der Züge in Dreifachtraktion. Unterwegs als IC 2760 erreichten die Einheiten 5510, 551 und 5520 am Eröffnungstag bei km 50,2 auf der Strecke zwischen Osnabrück und Bremen eine Geschwindigkeit von 200 km/h. Erstmals waren damit in Deutschland Fahrgäste in einem dieselgetriebenen kommerziellen Reisezug mit dieser Geschwindigkeit unterwegs. Die Neigetechnik der Züge war noch deaktiviert. Im selben Monat folgten Personalschulungsfahrten in ganz Deutschland.
Zusätzlich kamen sie zu besonderen Ereignissen als Verstärker in den planmäßigen Verkehr. So wurden die Triebzüge 3, 4, 6 und 17 im April 2007 im Sonderverkehr zur Hannover Messe eingesetzt.

### Dänemark-Verkehr

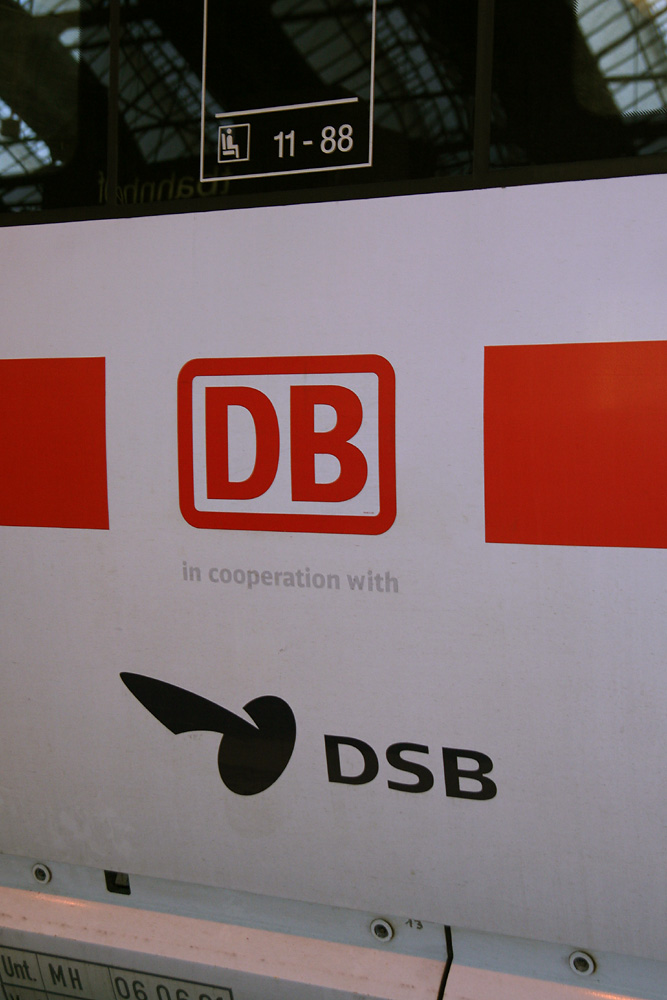
DSB- und DB-Logo an einem Dänemark-tauglichen ICE-TD

Im Dezember 2006 informierte die Deutsche Bahn erstmals über Planungen, den Diesel-ICE im Dänemark-Verkehr einzusetzen.
Eine entsprechende Kooperation schlossen Dänischen Staatsbahnen (DSB) und Deutsche Bahn AG. Die Fahrzeit sollte zwischen Berlin und Aarhus auf unter sieben Stunden gesenkt werden. Dazu sollten unter anderem einige Halte gestrichen und die Höchstgeschwindigkeit in Dänemark von 140 auf 180 km/h erhöht werden. Die Züge wurden dazu u. a. mit Fahrzeuggeräten der dänischen Zugbeeinflussung ATC nachgerüstet. Am 24. April 2007 fand erstmals eine Versuchsfahrt mit einer Garnitur auf dem Ladedeck von zwei Schiffe der Vogelfluglinie statt, am 25. April erfolgte im Rahmen einer offiziellen Presseveranstaltung die Verladung des Triebzugs 605 010 in Puttgarden. Mit der 45-minütigen Fährüberfahrt über den Fehmarnbelt verkehrte erstmals fahrplanmäßig ein ICE an Bord eines Eisenbahnfährschiffes. Mit einer Länge von 106 m passten die Züge auf das Eisenbahngleis der Fähren.
Bis Dezember 2007 wurden in den DB-Betriebswerken Krefeld (äußere Umbauten) und Hamburg (Innenarbeiten, Elektronik) fünf ICE-TD-Einheiten für den Dänemarkverkehr umgebaut. Später folgten fünf weitere Züge. Die zehn dänemarktauglichen Triebzüge verkehrten in einem siebentäglichen Umlaufplan. Dabei dienten zwei Züge als Reserve. Bei entsprechender Nachfrage hätten drei weitere Fahrzeuge umgerüstet werden können.

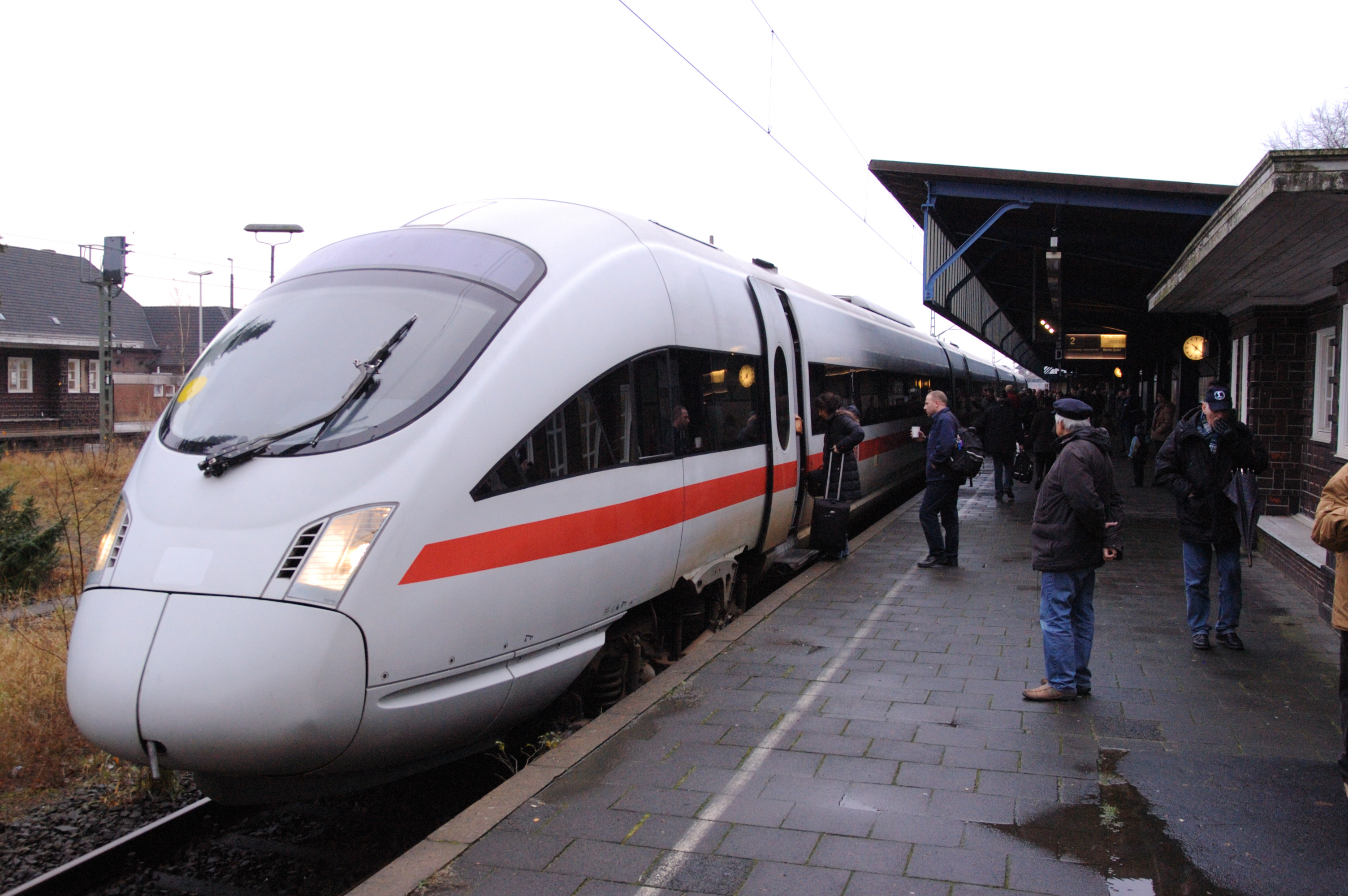
Am 9. Dezember 2007 fuhr mit dem ICE-TD von Aarhus nach Berlin der erste fahrplanmäßige ICE überhaupt im Bahnhof Flensburg ein.

Seit dem Fahrplanwechsel am 9. Dezember 2007 verkehrte ein ICE TD in Doppeltraktion von Berlin nach Hamburg. Nach einer Zugteilung in Hamburg verkehrte dabei ein Teil weiter über Lübeck nach Kopenhagen. Anfang Januar 2008 kam eine tägliche Verbindung von Hamburg nach Kopenhagen hinzu, ab März 2008 eine Verbindung nach Aarhus. Seit Mitte März 2008 wurden Züge im dänischen Abschnitt ab bzw. bis Nykøbing Falster um einen zweiten Triebzug verstärkt.
Im Rahmen des 13-Jahres-Vertrags zwischen DB und DSB entrichtete die DSB ein Nutzungsentgelt pro Kilometer in Dänemark und gab Investitionszuschüsse. Die Kosten der Umrüstung beliefen sich auf etwa eine Million Euro pro Einheit, zuzüglich der Kosten der Zulassung. Die dänischen Triebfahrzeugführer erhielten einen 14-tägigen Lehrgang auf dem ICE. Im Dezember 2007 wurden nach Angaben der Deutschen Bahn zwischen Deutschland und Dänemark 18 Prozent mehr Reisende als im gleichen Monat des Vorjahres verzeichnet. Der Vertrag wurde später bis 2021 verlängert.

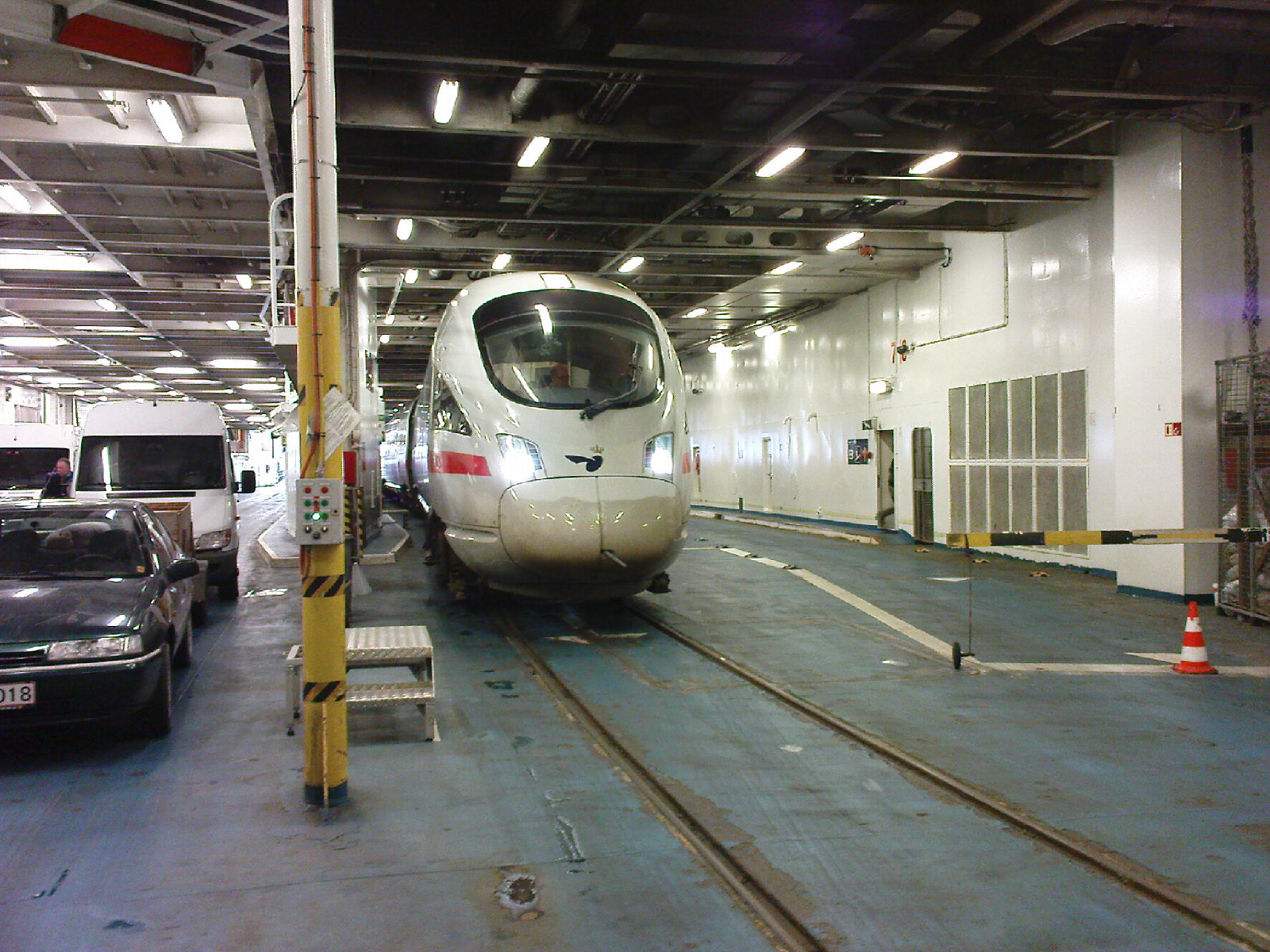
ICE-TD auf der Fähre zwischen Puttgarden-Rødby

Nach Betriebsaufnahme wurde zunächst ein Mischbetrieb mit den dänischen MF und den deutschen ICE-TD gefahren. Ab Mitte März 2008 verkehrten auf der Relation Hamburg–Aarhus täglich zwei ICE-TDs und lösten somit den EC-Verkehr vollständig ab. Auf der Relation Hamburg–Kopenhagen blieb der Mischverkehr mit zwei ICEs und zwei ECs täglich zunächst weiter bestehen. Die Reisezeit zwischen Berlin und Kopenhagen lag bei sechs Stunden und 51 Minuten. Die Deutsche Bahn rechnete vor Betriebsaufnahme mit einer Erhöhung der jährlichen Reisendenzahl zwischen Hamburg und Kopenhagen um 30 Prozent auf 330 000 Fahrgäste. Seit dem Fahrplanwechsel im Dezember 2009 wurde die Strecke Richtung Kopenhagen mit vier ICE-TD und noch einem EC bedient. In der Sommersaison 2014 fuhr ein weiterer EC.
Im Dänemark-Verkehr erreichten die Fahrzeuge auf der Berlin-Hamburger Bahn ihre Höchstgeschwindigkeit von 200 km/h. Zwischen Hamburg und der deutschen Grenze in Flensburg bzw. dem Fährhafen Puttgarden lag die Höchstgeschwindigkeit jeweils bei 140 km/h, auf dänischem Gebiet bei bis zu 180 km/h. Der Dieselverbrauch auf der neuen Relation lag nach DB-Angaben bei 2,2 Litern je Person und 100 Kilometern, bei einer Auslastung von 40 Prozent.
Die Deutsche Bahn plante, die Vermietung der Züge an die DSB im Dezember 2016 zu beenden. Als Gründe wurden ein erhöhter Wartungsaufwand und eine notwendige grundlegende Überholung der Züge genannt. Die Deutsche Bahn bot den DSB die Züge zum Verkauf an, was diese ablehnten. An Stelle der ICE TD sollten im Dänemark-Verkehr laut Bahnangaben zukünftig andere Züge zum Einsatz kommen. Gegen einen weiteren Einsatz der Züge spräche eine anstehende Revision und zu erfüllende ökologische Auflagen. Die damit einhergehenden Investitionen machten einen wirtschaftlichen Einsatz über 2017 hinaus unmöglich.
Zum Fahrplanwechsel im Dezember 2016 standen noch 4 der 20 Triebzüge betriebsbereit zur Verfügung. Zunächst wurde noch ein Zugpaar mit ICE TD angeboten. Die ICE TD verkehrten im Fahrplanjahr 2017 bis zum 1. Oktober weiter mit den ICE 1230, 1232 und 1233 zwischen Hamburg und Dänemark.

## Aufbau

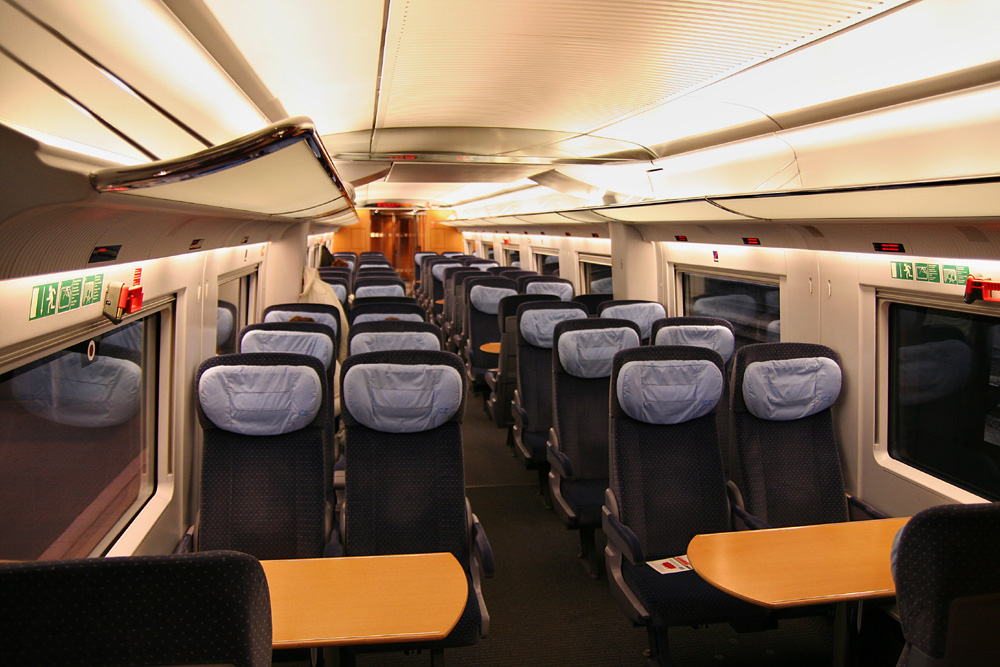
Die zweite Klasse im ICE-TD

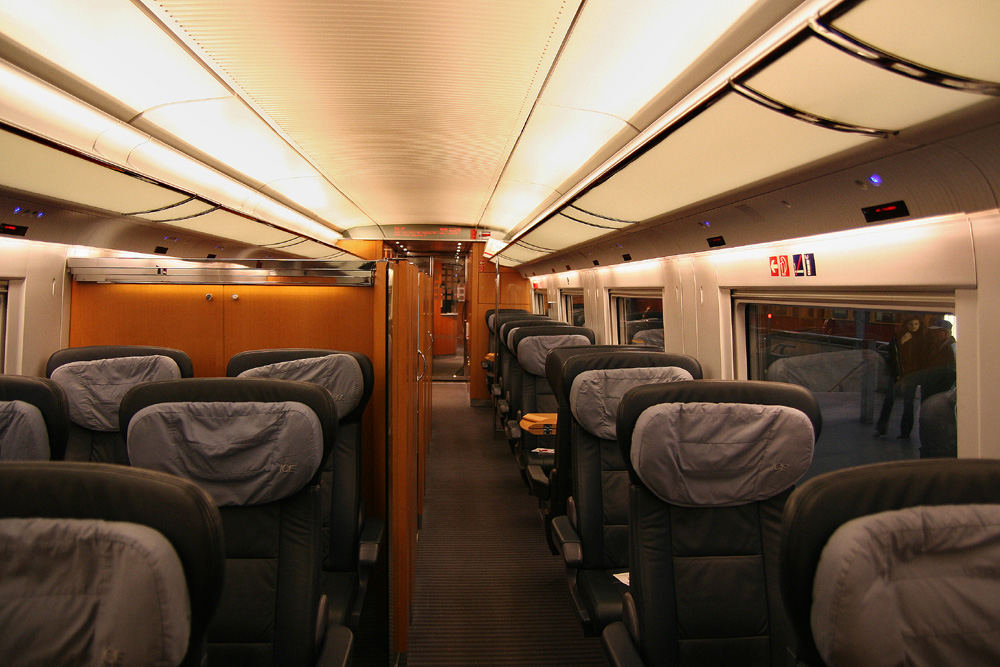
Die erste Klasse

Die Züge gliedern sich in vier Wagen:
- Endwagen 2. Klasse (Baureihe 605.0): Führerstand mit Lounge (acht Sitzplätze), Großraumbereich (55 Sitzplätze). Der vordere, 4,8 m lange Teil des Großraumbereiches ist als so genannter „Quick-Change-Bereich“ zum Fahrradbereich umrüstbar – statt 15 Sitzplätzen würden 10 Fahrradstellplätze angeboten.[1] Von dieser Möglichkeit wurde jedoch kein Gebrauch gemacht.
- Mittelwagen 2. Klasse (Baureihe 605.1): Großraumbereich (45 Sitzplätze), Mutter/Kind-Abteil (6 Sitzplätze), Telefonzelle mit Anrufbeantworter, je ein barrierefreies und ein konventionelles WC.[1]
- Mittelwagen 2. Klasse (Baureihe 605.2) mit Großraumbereich (40 Sitzplätze, zunächst Raucher), Galley, Zugbegleiterabteil und je ein Personal- und ein Fahrgast-WC.[1]
- Endwagen 1. Klasse (Baureihe 605.5) mit Führerstand, Lounge (sechs Sitzplätze) und Großraumbereich (35 Sitzplätze, darin zwei Abteile mit je vier Sitzplätzen, die mit halbhohen Wänden vom Großraum abgetrennt sind). Der Wagen war zunächst als gemischter Raucher- und Nichtraucherwagen konzipiert; fünf Plätze am Wagenübergang waren dabei für Raucher vorgesehen.[1]

Die beiden Endwagen der 106,7 m langen Züge sind 27,0 m lang, die Mittelwagen 25,0 m. Die drei Wagenübergänge messen 90 cm. Die Wagenkästen sind 2842 mm breit, die Höhe der Wagen über Schienenoberkante liegt bei bis zu 4205 mm, die Fußbodenhöhe bei 1200 mm.
Der Sitzplatzabstand (Reihenbestuhlung) liegt einheitlich bei 971 mm in der zweiten und 1010 mm in der ersten Klasse. Mit Ausnahme des Servicewagens (605.2) ist in jedem Wagen ein Gepäckregal untergebracht.
Bis zu drei Züge dieser Baureihe können untereinander zu Mehrfachtraktionen gekuppelt werden. Auch die Kupplung und gemeinsame Steuerung mit einem ICE T und ICE 3 war zunächst möglich. Eine Verbindung mit ICE T und ICE 3 ist inzwischen aufgrund inkompatibler Software nicht mehr möglich (Stand: 2014). Die Dieseltriebzüge könnten theoretisch um einen Wagen verlängert werden. Dies würde den Umbau des zugweiten Bussystems erfordern (wie bei ICE-T/ICE 3). Die Möglichkeit, die Züge über einen solchen mit Stromabnehmer, Hochspannungsausrüstung, Transformator und Gleichrichter ausgerüsteten Wagen zu Zweikrafteinheiten umzurüsten, wurde nicht aufgegriffen.
Im Zuge der im Juni 2000 gegründeten TEE Rail Alliance hatten die SBB zugesagt, ihre neuen Neigetechnikzüge für Kupplung und Mehrfachtraktionsbetrieb mit den ICE TD und ICE T umzurüsten. Bei Ausschreibung von 116 derartigen Zügen, Anfang 2001, waren diese Pläne bereits wieder verworfen worden.

### Fahrrad-Mitnahmemöglichkeit
Die ICE-TD waren (neben den fünfteiligen ICE-T sowie den siebenteiligen ICE-T der ersten Bauserie sowie neuerdings dem ICE 4) die einzigen ICE-Triebzüge, die für den Transport von Fahrrädern vorbereitet sind. Ein schnell umbaubarer Bereich im Großraum-Abschnitt der Endwagen der 2. Klasse (Quick-Change-Bereich) war für den Einbau von Fahrradständern vorbereitet. Je entfallener Sitzgruppe (acht Sitzplätze) wären dabei drei Klappsitze an der den Fahrradständern gegenüber liegenden Seitenwand eingebaut worden. Von der Möglichkeit, bis zu zehn Fahrradstellplätze einzubauen, wurde in der Praxis kein Gebrauch gemacht.

## Technik

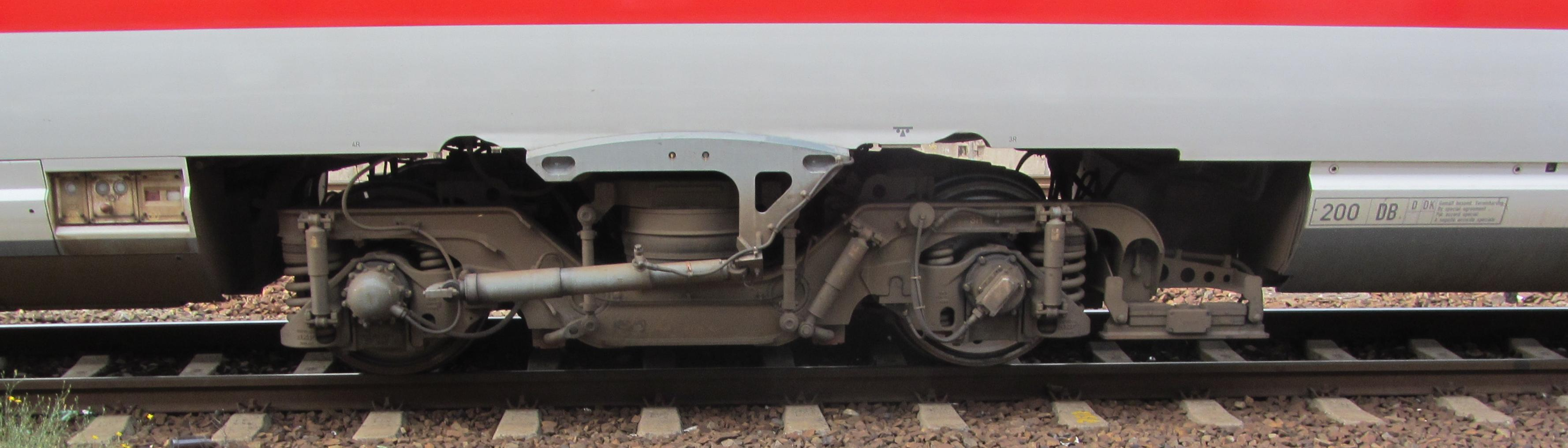
Drehgestell eines ICE-TD

Die Neigetechnik der Züge wurde, abweichend von den ICE T, von Siemens Verkehrstechnik entwickelt. Die Wagenkastenabmessungen sind mit denen der ICE-T identisch.
Die Dieselmotoren entwickeln eine Leistung von 559 kW, nach Abzug der Hilfsbetriebeleistung, eine Traktionsleistung von je 425 kW. Für eine vierteilige Einheit ergibt sich damit eine Leistung am Rad von 1700 kW. Zwei Wagen des Triebzuges bilden eine (betrieblich nicht trennbare) Traktionseinheit. Jeder der vier Wagen nimmt bis zu 1000 l Dieselkraftstoff auf.
Zur Masseeinsparung wurden zunächst nur fünf Magnetschienenbremsen je Zug vorgesehen und in Triebdrehgestellen auf je eine Bremsscheibe verzichtet. Die Federspeicherbremsen wurden ausgelegt, um ein Abrollen des Wagens in Neigungen von 25 ‰ mit 1,4-facher Sicherheit zu verhindern.
Die Asynchron-Fahrmotoren, Bremsen und weitere Komponenten wurden unterhalb des Fahrgastraumes angebracht und quer über die Länge des Zuges verteilt. Durch die somit entfallenden Triebköpfe konnten an beiden Enden der Züge so genanntes Lounges eingerichtet werden. Nur durch eine (eintrübbare) Glasscheibe getrennt, können Fahrgäste dort dem Triebfahrzeugführer bei seiner Arbeit zusehen und voraus auf die Strecke schauen.
Der Drehgestellmittenabstand liegt bei 19 000 mm, der kleinste befahrbare Radius der Züge bei 150 m (Einzelwagen: 125 m).

### Technische Umrüstung für den Dänemark-Verkehr

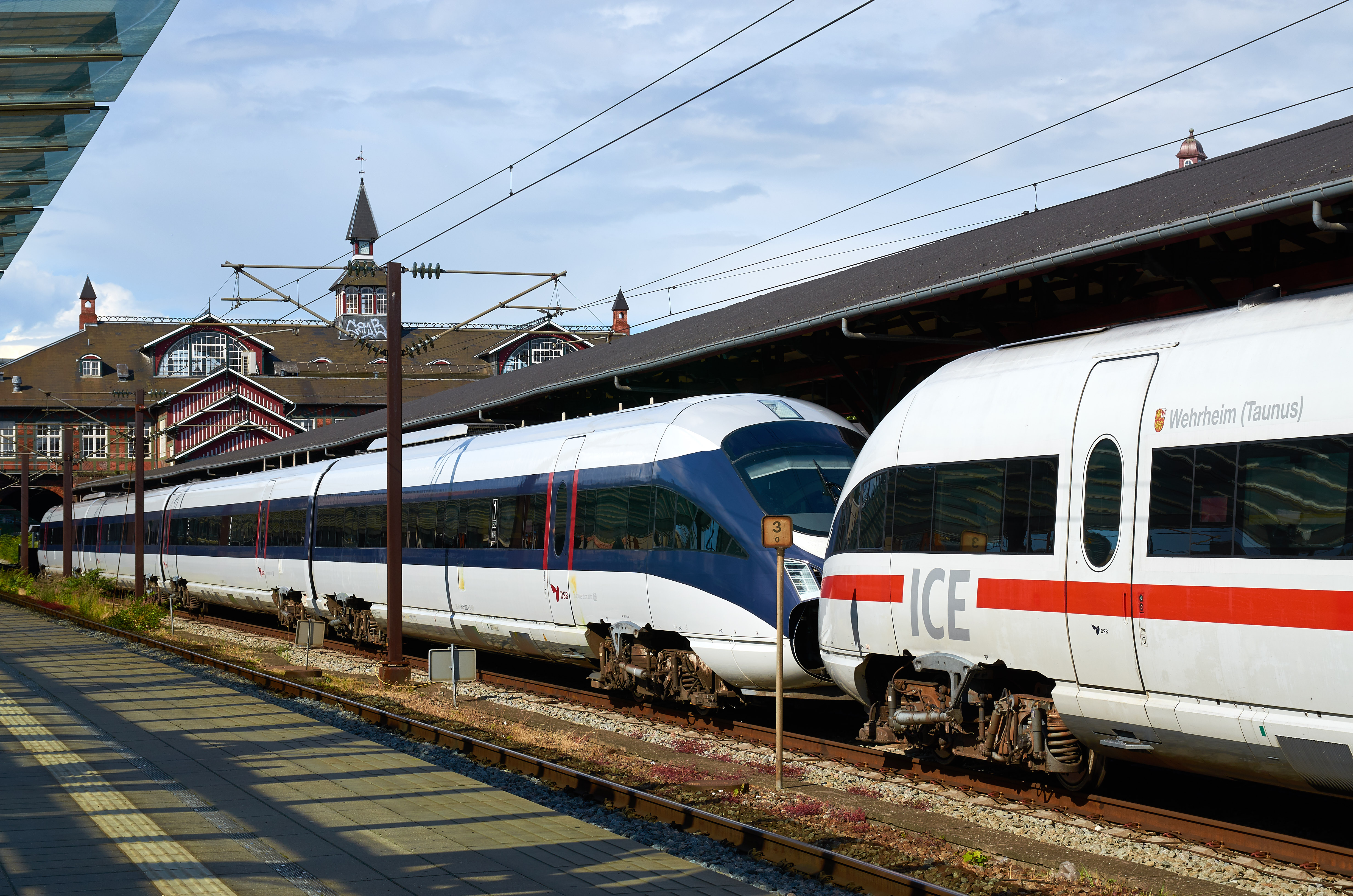
ICE-TD-Doppelgarnitur mit DSB- und DB-Farben. Bahnhof Østerport, Juli 2014.

Die Züge wurden im Rahmen der Umrüstung u. a. mit dem dänischen Zugbeeinflussungssystem ATC (ZUB 123), dänischem Zugfunk sowie einem GPS-gestützten Ortungssystem (TRIT) ausgerüstet. Ein zusätzlicher Schaltschrank am Wagenübergang in jedem Endwagen nahm im Fahrgastraum die neuen Komponenten auf. Um die zusätzliche Technik unterzubringen, wurde eine Gepäckablage ausgebaut. Am äußeren Drehgestell der Endwagen wurde eine zusätzliche Halterung angebracht, welche den PZB-Fahrzeugmagnet aufnahm, während die ATC-Antenne an der ursprünglichen PZB-Halterung angebracht wurde. An der ersten Achse dieses Drehgestells befanden sich nun der Drehzahlgeber und das Registriergerät für die ATC. Aufgrund der Umbauten musste die Schürze des Wagenkastens um rund 30 cm ausgeschnitten werden, um die Freigängigkeit sicherzustellen. Für das dänische Zugfunksystem wurden außerdem zwei zusätzliche Antennen auf dem Dach der Endwagen montiert. Die Scheiben der Lounges wurden zusätzlich verspiegelt, damit dänische Lokführer nicht bei der Arbeit beobachtet werden konnten. In Deutschland konnten diese Scheiben jedoch transparent geschaltet werden. In jedem Endwagen wurden 50 zusätzliche Komponenten mit einer Gesamtmasse von rund 270 Kilogramm je Endwagen eingerichtet. Die Züge sollten wenigstens 13 Jahre zwischen Hamburg und Kopenhagen zum Einsatz kommen. Zu den Neuerungen im Führerstand zählten ein Schlüsselschalter und Leuchtmelder für den Systemwechsel, ein zusätzlicher Tachometer für das ATC-System und ein zusätzliches Dateneingabegerät (DSB); erstmals wurden in ICE-Führerstände Tassenhalter eingebaut. Darüber hinaus wurde das Fahrgastinformationssystem um dänische Texte ergänzt und zusätzliche Hinweise in dänischer Sprache im Fahrgastraum angebracht. Während der Überfahrt wurde die Zugsammelschiene der Züge über eine 1000-Volt-Fremdeinspeisung vom Schiff versorgt. Reisende verließen den Zug zu Beginn der Überfahrt über Podeste.
Die dreizehn Triebzüge 5503 bis 5507, 5510 und 5511, 5514 sowie 5516 bis 5520 waren für den Verkehr nach Dänemark ausgerüstet. Im Jahr 2009/10 wurden die Tz 5511 und 5514 nachträglich umgerüstet. Die übrigen sechs Triebzüge blieben abgestellt (Krefeld 5501, Halle-Ammendorf 5502 und 5513 – Stand: August 2010).

## Bestand
Zur ehemaligen Namensgebung der Triebzüge: 
| Triebzug- nummer | Abnahme        | Umbauten | Außerbetrieb- setzung Ausmusterung     | Verschrottung oder Verbleib                                                                                    | Bemerkungen und besondere Vorkommnisse |
| ---------------- | -------------- | --- | -------------------------------------- | --- | --- |
| Tz 5501          | 22. April 2001 | | 1. Januar 2011                         | abgestellt in Halle-Ammendorf                                                                                  | Wagen 605 101 wurde in Tz 5516 eingestellt. |
| Tz 5502          | 16. Mai 2001   | | 28. November 2014                      | abgestellt im DB Stillstandsmanagement                                                                         | Am 13. Januar 2000 erreichte Triebzug der 5502 bei einer Testfahrt zwischen Göttingen und Hannover eine Höchstgeschwindigkeit von 222 km/h und löste damit die Bestmarke für einen Verbrennungstriebwagen von der DB-Baureihe 602 aus dem Jahre 1975 mit 217 km/h ab. Der Triebzug 5502 wurde zum 28. November 2014 offiziell ausgemustert. Seine Komponenten sollten für die Wiederinbetriebnahme der Triebzüge 5512 und 5513 verwendet werden. |
| Tz 5503          | 7. Mai 2001    | war seit 2007 für den Dänemark-Verkehr zugelassen, im September 2011 Umbau in Berlin (u. a. Kinderabteilausbau und Fensterbandsanierung) | 23. Dezember 2016                      | kompletter Triebzug zerlegt zwischen 15. und 19. April 2021 in Opladen                                         | Am 2. Dezember 2002 brach im Mittelwagen 605 203 eine Radsatzwelle, als dieser Triebzug als ICE 1799 bei Gutenfürst unterwegs war. Bei der nachfolgenden Entgleisung bei 130 km/h wurde niemand verletzt. In der Folge der Entgleisung wurde die Neigetechnik bei allen ICE-TD abgeschaltet. Zwischen 24. Juli 2003 und 13. August 2003 wurde seitens des EBA die Betriebserlaubnis zeitweise sogar ganz entzogen. Erst ein Achstausch führte zu einer Neuzulassung mit Neigetechnik am 1. Dezember 2003. |
| Tz 5504          | 22. April 2001 | war seit 2007 für den Dänemark-Verkehr zugelassen, im Dezember 2011 Umbau in Berlin (u. a. Kinderabteilausbau und Fensterbandsanierung) | 23. November 2016                      | kompletter Triebzug zwischen 29. September und 5. Oktober 2020 in Opladen zerlegt                              | |
| Tz 5505          | 1. Juni 2001   | war seit 2007 für den Dänemark-Verkehr zugelassen, im September 2012 Umbau in Berlin (u. a. Kinderabteilausbau und Fensterbandsanierung) | 24. Oktober 2016                       | kompletter Triebzug im Januar 2025 in Halle-Ammendorf zerlegt                                                  | Wurde als Ersatzteilspender für advanced TrainLab genutzt |
| Tz 5506          | 5. Mai 2001    | war seit 2007 für den Dänemark-Verkehr zugelassen, im Juli 2012 Umbau in Berlin (u. a. Kinderabteilausbau und Fensterbandsanierung) | 23. Dezember 2016                      | kompletter Triebzug zwischen 25. und 27. November 2020 in Opladen zerlegt                                      | Fuhr ab dem 18. März 2014 in den blau-grauen Hausfarben der DSB. |
| Tz 5507          | 1. Juni 2001   | war seit 2007 für den Dänemark-Verkehr zugelassen, im November 2011 Umbau in Berlin (u. a. Kinderabteilausbau und Fensterbandsanierung) Neigetechnik wurde 2012 in Berlin ausgebaut, dadurch Verlust der EBA-Zulassung nach Entfernung der Neigetechnik. 2014 wurden mechanische Teile der Neigetechnik in den Drehgestellen wieder eingebaut. Zwischen Dezember 2014 und Dezember 2018 war der Zug wieder im regulären Einsatz. | 13. April 2017                         | kompletter Triebzug zwischen 10. und 12. November 2020 in Opladen zerlegt                                      | Messfahrten durch DB Systemtechnik für EBA-Serienzulassung („NT Ausbau BR 605“). Im Januar 2013 bei Testfahrten mit einem Messachsenschaden in Haste liegen geblieben. Eine Zulassung konnte nicht erreicht werden. |
| Tz 5508          | 7. Juni 2001   | war im Reaktivierungsprogramm (Revision ausgeführt 11. Dezember 2012). Nach Ausbau der Neigetechnik EBA-Zulassung erloschen. | 4. Februar 2016                        | kompletter Triebzug in der zweiten Juli-Hälfte 2020 im Ausbesserungswerk Krefeld–Oppum zerlegt                 | |
| Tz 5509          | 16. Juni 2001  | | ausgemustert 31. Dezember 2002         | Reste der intakten Wagen zerlegt am 7. Juni 2016 im Güterbahnhof Hagen                                         | Im September 2001 stürzte der Wagen 605 009 im Bahnbetriebswerk Hof infolge eines Defekts an einer Hubbockanlage von einer Hebebühne. Der benachbarte Mittelwagen 605 109 wurde leicht beschädigt. Der schwer beschädigte Endwagen wurde 2002 ins Bombardier-Werk Ammendorf gebracht und zur Erarbeitung eines Reparaturangebots bis auf den Rohbau zerlegt. Nachdem es nicht zu einer Wiederaufarbeitung gekommen war, wurden beide Fahrzeuge zum 31. Dezember 2002 ausgemustert und die Überreste als Ersatzteile im Werk Chemnitz eingelagert. Die unbeschädigt gebliebenen Wagen 605 209 und 509 wurden bis Frühjahr 2004 auf Straßen-Tiefladern nach Chemnitz transportiert. Im Juli 2011 wurde der Zug, ebenfalls über die Straße, mittels Schwertransport von Chemnitz nach Hagen transportiert und nunmehr dort eingelagert. Im Juni 2016 wurden die Mittelwagen 605 209 und 509 in Hagen zerlegt. |
| Tz 5510          | 22. April 2001 | war seit 2007 für den Dänemark-Verkehr zugelassen, von Dezember 2012 bis 31. Januar 2013 Umbau in Berlin (u. a. Kinderabteilausbau und Fensterbandsanierung) | 23. Dezember 2016                      | Überführung im Januar 2020 nach Halle-Ammendorf (MSG), Verbleib bei DB AG als Ersatzteilspender                | Der Triebzug 5510 wurde am 3. Januar 2020 vom Stillstandsmanagement wieder an DB Fernverkehr übergeben. Eine Aufarbeitung ist nicht geplant. |
| Tz 5511          | 22. April 2001 | im Jahr 2009/10 nachträglich mit DSB-Paket ausgerüstet, im Juli 2015 Umbau in Halle-Ammendorf (u. a. Kinderabteilausbau und Fensterbandsanierung) | 23. Dezember 2016                      | kompletter Triebzug zwischen 13. und 15. April 2021 in Opladen zerlegt                                         | |
| Tz 5512          | 22. April 2001 | | 7. Juli 2010                           | kompletter Triebzug zwischen 19. und 22. Januar 2021 in Opladen zerlegt                                        | |
| Tz 5513          | 3. Mai 2001    | im Reaktivierungsprogramm (Revision ausgeführt 10. Februar 2012). Neigetechnik wurde 2012 in Krefeld ausgebaut, keine EBA-Zulassung nach Entfernung der Neigetechnik | 4. Februar 2016                        | kompletter Triebzug im September 2016 in Espenhain zerlegt                                                     | |
| Tz 5514          | 22. April 2001 | im Jahr 2009/10 nachträglich mit DSB-Paket ausgerüstet, im Mai 2015 Umbau in Halle-Ammendorf (u. a. Kinderabteilausbau und Fensterbandsanierung) | 5. Oktober 2017                        | kompletter Triebzug zwischen 12. und 17. November 2020 in Opladen zerlegt                                      | |
| Tz 5515          | 31. Mai 2001   | im Reaktivierungsprogramm (Revision ausgeführt 25. April 2012). Neigetechnik wurde 2012 in Krefeld ausgebaut, keine EBA-Zulassung nach Entfernung der Neigetechnik | 4. Februar 2016                        | kompletter Triebzug zwischen 25. und 26. Januar 2021 in Opladen zerlegt                                        | |
| Tz 5516          | 22. April 2001 | war seit 2007 für den Dänemark-Verkehr zugelassen, Wagen 605 101 anstelle von 605 116; Im September 2012 Umbau in Berlin (u. a. Kinderabteilausbau und Fensterbandsanierung) | 23. Dezember 2016                      | Verkauf an DB Museum Nürnberg im September 2021 Überführung von Mukran nach Koblenz am 3. und 4. November 2021 | |
| Tz 5517          | 3. Mai 2001    | war seit 2007 für den Dänemark-Verkehr zugelassen, im August 2012 Umbau in Berlin (u. a. Kinderabteilausbau und Fensterbandsanierung) | 12. November 2017                      | Übernahme durch DB AG im November 2018 Erprobungszug advanced TrainLab                                         | Am 8. November 2017 fuhr Triebzug 5517 als Sonderfahrt (ICE 2599 und ICE 2588) zwischen Hamburg und Puttgarden. Das war der offiziell letzte Einsatz im Personenverkehr dieser Baureihe im Netz der DB. Am 11. Januar 2018 fuhr der Zug eigenständig nach Mukran. Ab November/Dezember 2018: Einsatz als Erprobungsträger „advanced TrainLab“. Unfallte bei einer Fahrt gegen einen Prellbock in Berlin-Nikolassee am 18. November 2020. |
| Tz 5518          | 22. April 2001 | war seit 2007 für den Dänemark-Verkehr zugelassen, im März 2015 Umbau in Halle-Ammendorf (u. a. Kinderabteilausbau und Fensterbandsanierung) | 23. Dezember 2016                      | kompletter Triebzug zerlegt zwischen 4. und 15. Oktober 2021 in Opladen                                        | Am 1. Dezember 2010 prallte auf der Bahnstrecke Lübeck–Puttgarden bei Heringsdorf (Ostholstein) Triebzug 5518 auf einem Bahnübergang mit einem Lkw zusammen. Der Lkw-Fahrer starb, der Triebfahrzeugführer wurde verletzt; die etwa 70 Fahrgäste blieben unverletzt. Wurde am 25. August 2021 in Mukran abgeholt und der Verschrottung in Opladen zugeführt. |
| Tz 5519          | 22. April 2001 | war seit 2007 für den Dänemark-Verkehr zugelassen, im Juli 2011 und Dezember 2016 jeweils Umbau in Berlin (2011 Kinderabteilausbau und 2016 Fensterbandsanierung) | 5. Oktober 2017                        | Übernahme durch DB AG im November 2018 Erprobungszug advanced TrainLab                                         | |
| Tz 5520          | 6. Juni 2001   | war seit 2007 für den Dänemark-Verkehr zugelassen, im November 2012 Umbau in Berlin (u. a. Kinderabteilausbau und Fensterbandsanierung) | 4. Februar 2016 (Feuchtigkeitsschäden) | kompletter Triebzug im Frühjahr 2017 in Espenhain zerlegt                                                      | |

## Trivia
Die Internetpräsenz des Eisenbahn-Kuriers erlaubte sich am 1. April 2018 einen Aprilscherz, bei dem behauptet wurde, die Zugeinheit 605 020 solle nicht verschrottet, sondern an das Konkurrenzunternehmen Flixtrain verkauft worden sein. Dazu bildeten sie einen ICE TD im Flixtrain-Design ab, um Glaubwürdigkeit herzustellen.